# تونی مونوز (بازیکن فوتبال، زاده ۱۹۶۸)
تونی مونوز (انگلیسی: Toni Muñoz؛ زادهٔ ۴ فوریهٔ ۱۹۶۸) بازیکن فوتبال اهل اسپانیا است.
از باشگاه‌هایی که در آن بازی کرده‌است می‌توان به باشگاه فوتبال کوردوبا، باشگاه فوتبال اتلتیکو مادرید، و باشگاه فوتبال اتلتیکو مادرید بی اشاره کرد.
وی همچنین در تیم ملی فوتبال اسپانیا بازی کرده‌است.